# کارستن وهلمن
کارستن وهلمن (انگلیسی: Carsten Wehlmann؛ زادهٔ ۲۷ ژوئن ۱۹۷۲) بازیکن فوتبال اهل آلمان است.
از باشگاه‌هایی که در آن بازی کرده‌است می‌توان به باشگاه فوتبال هامبورگ اشاره کرد.